# Новий шлях (районна газета)
Новий шлях — районна газета, яку видають у місті Добропілля, Добропільський район.

## Історія
17 лютого 1935 року рішенням Уряду України було утворено Добропільський район із центром у селі Добропіллі. А вже 23 лютого цього ж року вийшов у світ перший номер районної газети краю під назвою «Сталінський шлях». Газета була невеликого об'єму: всього 2 сторінки, тираж становив півтори тисячі примірників. Першим редактором газети був С. С. Гуменко. Редакція газети і друкарні знаходилася в с. Добропілля у невеликому одноповерховому будинку. Напередодні Німецько-радянської війни редактором газети працював О. Т. Литвиненко.